# Aspericorvina jubata
Aspericorvina jubata är en fiskart som först beskrevs av Pieter Bleeker, 1855.  Aspericorvina jubata ingår i släktet Aspericorvina och familjen havsgösfiskar. Inga underarter finns listade.